# Lex Barker

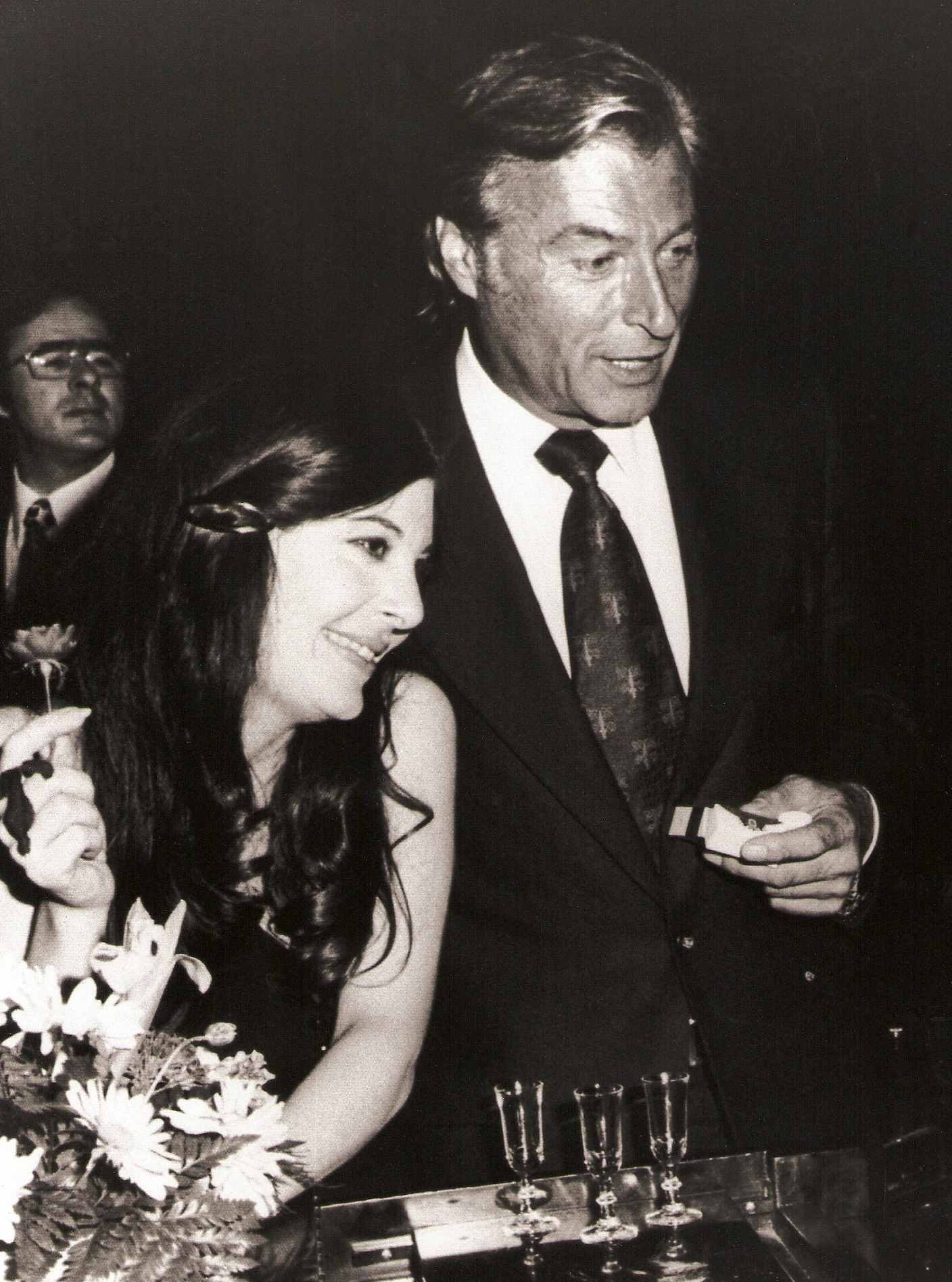
Lex Barker cu Karen Kondazian în 1973

Lex Barker pe numele complet Alexander Crichlow Barker Jr., (n. 8 mai 1919, Rye⁠(d), New York, SUA – d. 11 mai 1973, New York City, New York, SUA) a fost un actor de film și cântăreț american. Cele mai cunoscute filme ale sale au fost seria de filme cu Tarzan la RKO Pictures între anii 1949 și 1953, dar și pentru că a portretizat personaje principale din romanele lui Karl May în special pe Old Shatterhand într-o serie de filme a studioului vest-german Constantin Film. La apogeul faimei sale, a fost unul dintre cei mai populari actori din cinematografia de limbă germană și a primit nominalizări la Premiul Bambi și Bravo Otto pentru onoare.

## Biografie
Lex a fost cel de-al doilea copil al lui Alexander Crichlow Barker Sr., un antreprenor de construcții și agent de bursă bogat născut în Canada, și al soției sale americane, Marion Thornton Beals. A avut o soră mai mare, Frederica Amelia „Freddie” Barlow (1917–1980). De origine engleză și spaniolă, Barker a fost un descendent direct al fondatorului Rhode Island, Roger Williams, și al lui Sir William Henry Crichlow, guvernator general istoric al Barbados.
Crescut în New York City și Port Chester, New York, a urmat cursurile Școlii Fessenden și a absolvit Academia Phillips Exeter. A jucat fotbal american și a cântat la oboi. A urmat cursurile Universității Princeton, dar a renunțat pentru a se alătura unei companii de acțiuni teatrale, spre supărarea familiei sale.
Barker a jucat o singură dată pe Broadway, un mic rol în Nevestele vesele din Windsor a lui William Shakespeare în 1938. În 1941, cu zece luni înainte de atacul de la Pearl Harbor, a renunțat la cariera sa de actor și s-a alăturat Armatei SUA. A fost rănit la cap și picioare în timpul luptelor din Sicilia. Întors în SUA și-a revenit într-un spital din Arkansas.
Demobilizat, Lex Barker a plecat la Los Angeles unde, foarte repede, a obținut un mic rol și a apărut pentru prima dată în cinema în Doll Face de Lewis Seiler (1945). A făcut apoi mai multe apariții, înainte de a obține rolul care avea să-i aducă succesul: Tarzan. Johnny Weissmuller (care a fost personajul timp de șaisprezece ani) nu mai este suficient de tânăr pentru a juca eroul lui Edgar Rice Burroughs și Lex Barker îl urmează, devenind astfel al zecelea Tarzan de pe ecran. El este „omul junglei” pentru cinci filme, înainte de a lăsa locul lui Gordon Scott.
Îl găsim apoi în câteva western-uri și filme de război, dar având dificultăți în găsirea de locuri de muncă în Statele Unite, în 1957 a apelat la Europa (vorbea limbile franceză, italiană, spaniolă și puțin germana), unde a cunoscut o renaștere în popularitate și a făcut peste patruzeci de filme. În Italia, este distribuit în filmul La Dolce vita de Fellini, în scurtul rol al logodnicului alcoolic al actriței interpretată de Anita Ekberg.
În Germania a obținut cel mai mare succes, participând, alături de Pierre Brice, la seria Winnetou, western-uri filmate în anii 1960 după romanele autorului Karl May: rolul său de Old Shatterhand, cel mai bun prieten al indianului Winnetou îi dă cu siguranță statutul de actor cult în RFG. De asemenea, joacă în două filme din seria Doctor Mabuse.
În 1966, Lex Barker a primit Premiul Bambi, celebrat drept „cel mai bun actor străin”. Tot în Germania, a înregistrat două single-uri din care unul împreuna cu Pierre Brice.
Barker a decedat pe 11 mai 1973, în urma unui atac de cord, la trei zile după ce a împlinit 54 de ani, în timp ce mergea pe Lexington Avenue în Upper East Side din New York City, pentru a-și întâlni logodnica, actrița Karen Kondazian. Înmormântarea a avut loc la New York. A fost incinerat, iar cenușa a fost dusă de soția sa înstrăinată, „Tita”, în Spania.

## Filmografie selectivă

### Anii 1940
- 1945 Doll Face, regia Lewis Seiler : Jack, un garde côte (nemenționat)
- 1946 Two Guys from Milwaukee, regia David Butler : Fred l'huissier, (nemenționat)
- 1947 Ma femme est un grand homme (The Farmer's Daughter), regia H. C. Potter : Olaf Holstrom (nemenționat)
- 1947 Omul fără uniformă (Crossfire), regia Edward Dmytryk : Harry
- 1947 Under the Tonto Rim, regia Lew Landers : Joe le député
- 1948 Berlin Express (Berlin Express) de Jacques Tourneur : un soldat (nemenționat)
- 1948 Un million clé en main (Mr. Blandings builds his Dream House), regia Henry C. Potter : Contremaître
- 1948 Far West 89 (Return of the Bad Men), regia Ray Enright : Emmett Dalton
- 1949 Fântâna magică a lui Tarzan (Tarzan's Magic Fountain), regia Lee Sholem : Tarzan

### Anii 1950
- 1950 Tarzan și sclava (Tarzan and the Slave Girl), regia Lee Sholem : Tarzan
- 1951 Tarzan și regina junglei (Tarzan's Peril), regia Byron Haskin : Tarzan
- 1952 Tarzan défenseur de la Jungle (Tarzan's Savage Fury), regia Cy Endfield : Tarzan
- 1953 Tarzan et la diablesse (Tarzan and the She-Devil), regia Kurt Neumann : Tarzan
- 1953 La Trahison du capitaine Porter (Thunder Over the Plains), regia André de Toth : Capitaine Bill Hodges
- 1954 Le Tigre de Malaisie (I misteri della giungla nera), regia Gian Paolo Callegari : Tremal Naik
- 1954 La Montagne jaune (The Yellow Mountain), regia Jesse Hibbs : Andy Martin
- 1955 Tornade sur la ville (The Man from Bitter Ridge), regia Jack Arnold : Jeff Carr
- 1955 Duel sur le Mississippi (Duel on the Mississippi), regia William Castle : André Tulane
- 1955 La vendetta dei Tughs, regia Gian Paolo Callegari : Tremal Naik
- 1956 Le Prix de la peur (The Price of Fear), regia Abner Biberman : Dave Barrett
- 1956 Brisants humains (Away All Boats), regia Joseph Pevney : commandant Quigley
- 1957 Les Tambours de la guerre (War Drums), regia Reginald Le Borg : Mangas Coloradas
- 1957 The Girl in the Kremlin, regia Russell Birdwell : Steve Anderson
- 1957 Jungle Heat, regia Howard W. Koch : docteur Jim Ransom
- 1957 Le Tueur de daims (The Deerslayer), regia Kurt Neumann : Deerslayer
- 1957 La Fille aux bas noirs (The Girl in Black Stockings), regia Howard W. Koch : David Hewson
- 1958 Strange Awakening, regia Montgomery Tully : Peter Chance
- 1959 Fiul corsarului roșu (Il figlio del corsaro rosso), regia Primo Zeglio : Enrico di Ventimiglia
- 1959 La Vengeance du Sarrasin (La Scimitarra del Saraceno), regia Piero Pierotti : Le Dragon Drakut

### Anii 1960
- 1960 La dolce vita, regia Federico Fellini : Robert
- 1961 Le Secret de l'épervier noir (Il segreto dello sparviero nero), regia Domenico Paolella : capitaine Don Carlos de Herrera
- 1961 Întoarcerea doctorului Mabuse (Im Stahlnetz des Dr. Mabuse), regia Harald Reinl : Joe Como alias 'Nick Scappio' alias 'Bob Arco'
- 1962 În ghearele invizibile ale doctorului Mabuse (Die Unsichtbaren Krallen des Dr. Mabuse), regia Harald Reinl : agent du FBI Joe Como
- 1962 Comoara din Lacul de Argint (Der Schatz im Silbersee), regia Harald Reinl :  Old Shatterhand (seria Winnetou : șapte filme între 1962 și 1966)
- 1963 Kali Yug, zeița răzbunării (Kali Yug, la dea della vendetta), regia Mario Camerini : maiorul Ford
- 1963 Misterul templului hindu (Il Mistero del tempio indiano), regia Mario Camerini : maiorul Ford
- 1963 Winnetou 1 (Winnetou, 1. Teil), regia Harald Reinl : Old Shatterhand
- 1964 Old Shatterhand (Old Shatterhand), regia Hugo Fregonese : Old Shatterhand
- 1964 Prințul negru (Der Schut), regia Robert Siodmak : Kara Ben Nemsi
- 1964 Winnetou 2 (Winnetou, 2. Teil) de Harald Reinl : Old Shatterhand
- 1965 Piramida zeului soare (Die Pyramide des Sonnengottes), regia Robert Siodmak : Dr. Karl Sternau
- 1965 Prin Kurdistanul sălbatic (Durchs wilde Kurdistan), regia Franz Josef Gottlieb : Kara Ben Nemsi
- 1965 Winnetou 3 (Winnetou, 3. Teil), regia Harald Reinl : Old Shatterhand
- 1965 În împărăția leului de argint (Im Reiche des silbernen Löwen), regia Franz Josef Gottlieb : Kara Ben Nemsi
- 1966 Le Carnaval des barbouzes (Gern hab’ ich die Frauen gekillt), regia Alberto Cardone, Louis Soulanes, Sheldon Reynolds și Robert Lynn : Glenn Cassidy
- 1966 Winnetou și Apanaci (Winnetou und das Halbblut Apanatschi), regia Harald Philipp : Old Shatterhand
- 1967 De șapte ori femeie (Woman Times Seven), regia Vittorio De Sica : Rik
- 1967 Mister Dynamit, regia Franz Josef Gottlieb : Bob Urban / /Mr. Dynamit
- 1967 Le Vampire et le Sang des vierges (Die Schlangengrube und das Pendel), regia Harald Reinl : Roger Mont Elise / Roger von Marienberg
- 1968 Winnetou în Valea Morții (Winnetou und Shatterhand im Tal der Toten), regia Harald Reinl : Old Shatterhand

### Anii 1970
- 1970 Idylle en plein ciel (Wenn du bei mir bist), regia Franz Josef Gottlieb : căpitanul Hennes Scheider
- 1970 Aoom, regia Gonzalo Suárez : Ristol